# 年轻的牧羊女 (1885年)
《年轻的牧羊女》(法語：Jeune Bergère)是法国画家威廉·阿道夫·布格罗创作于1885年的一幅油画。现藏于美国加州圣迭戈艺术博物馆 ()。

## 类似作品
- 牧羊女 (1889年)
- 年轻的牧羊女 (1868年)
- 小牧羊女 (1891年)